# 31. srpen
31. srpen je 243. den roku podle gregoriánského kalendáře (244. v přestupném roce). Do konce roku zbývá 122 dní. 

## Události

### Česko
- 1914 – V rámci cizinecké legie ve Francii vznikla z 250 dobrovolníků Rota Nazdar.
- 1915 – Akademický senát Univerzity Karlovy rozhodl, aby bylo proti T. G. Masarykovi vedeno disciplinární vyšetřování za jeho vystupování proti monarchii.
- 1933 – V Praze byla zavražděna Otýlie Vranská. Pachatel její tělo rozřezal a uložil do dvou kufrů, které byly druhý den nalezeny na nádražích v Bratislavě a Košicích.
- 1936 – Stanice Český rozhlas Radio Praha zahájila pravidelné zahraniční vysílání.
- 1948 – Divadlo S. K. Neumanna, předchůdce Divadla pod Palmovkou, zahájilo svou činnost.
- 2013 – Začaly vysílat nové stanice České televize ČT :D a ČT art.

### Svět
- 1422 – Anglický král Jindřich V. zemřel na úplavici v okamžiku, kdy měl na dosah anglickou i francouzskou korunu.
- 1848 – Ve Vídni měl premiéru Radeckého pochod Johanna Strausse staršího.
- 1888 – Jack Rozparovač zavraždil v Londýně svou první oběť.
- 1906 – Norský polárník Roald Amundsen na lodi Gjøa jako první proplul tzv. Severozápadní průjezd.
- 1907
  - Spojené království, Rusko a Francie vytvořili spojenecký svazek Trojdohoda, protiváhu k Trojspolku.
  - Zástupci Spojeného království a Ruska podepsali v Petrohradě dohodu o sférách vlivu ve střední Asii.
- 1914 – První světová válka, východní fronta: bitva u Tannenbergu skončila zničením zúčastněných ruských jednotek.
- 1923 – Italské válečné lodě bombardovaly řecký ostrov Korfu v reakci na vraždu italského generála Enrica Telliniho, předsedy mezinárodní komise pro delimitaci albánsko-řecké hranice.
- 1935 – Ruský horník Alexej Stachanov tento den údajně vytěžil 102 tun uhlí, čímž 14× překročil normu a inicioval vznik Stachanovského hnutí.
- 1939 – Příslušníci SS v polských uniformách přepadli německou vysílačku v Gliwicích. To se stalo záminkou k německému útoku na Polsko.
- 1957 – Malajsie získala nezávislost na Británii.
- 1986 – V Černém moři se poblíž přístavu Novorossijsk potopil parník Admiral Nachimov a zemřelo 423 lidí.
- 1991
  - Kyrgyzstán vyhlásil nezávislost na Sovětském svazu.
  - V Zambii byla zrušena funkce premiéra.
- 1994 – Sinn Féin, politické křídlo Irské republikánské armády, poprvé vyhlásila jednostranné příměří.
- 1997 – Při automobilové havárii zahynula v Paříži Princezna Diana.
- 2015 – Nejvyšší hora Severní Ameriky Mount McKinley byla přejmenována na svůj původní název Denali.
- 2017 – Druhá studená válka: Spojené státy nařídily uzavření ruského konzulátu v San Franciscu a dalších kanceláří v New Yorku a Washingtonu jako reakci na omezení počtu pracovníků na americké ambasádě a konzulátech v Rusku.

## Narození
Viz též Kategorie:Narození 31. srpna — automatický abecedně řazený seznam.

### Česko

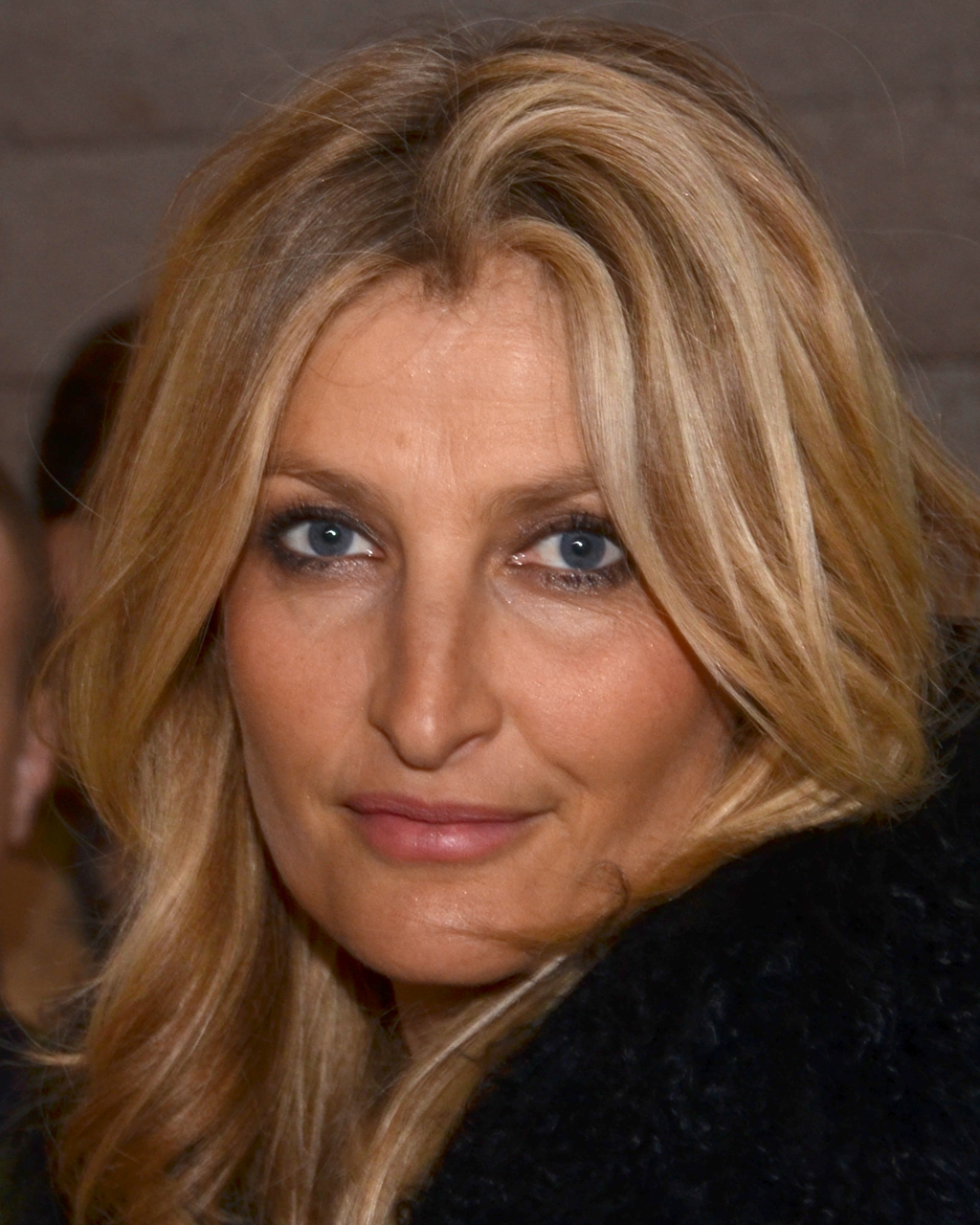
Tereza Maxová (* 1971)

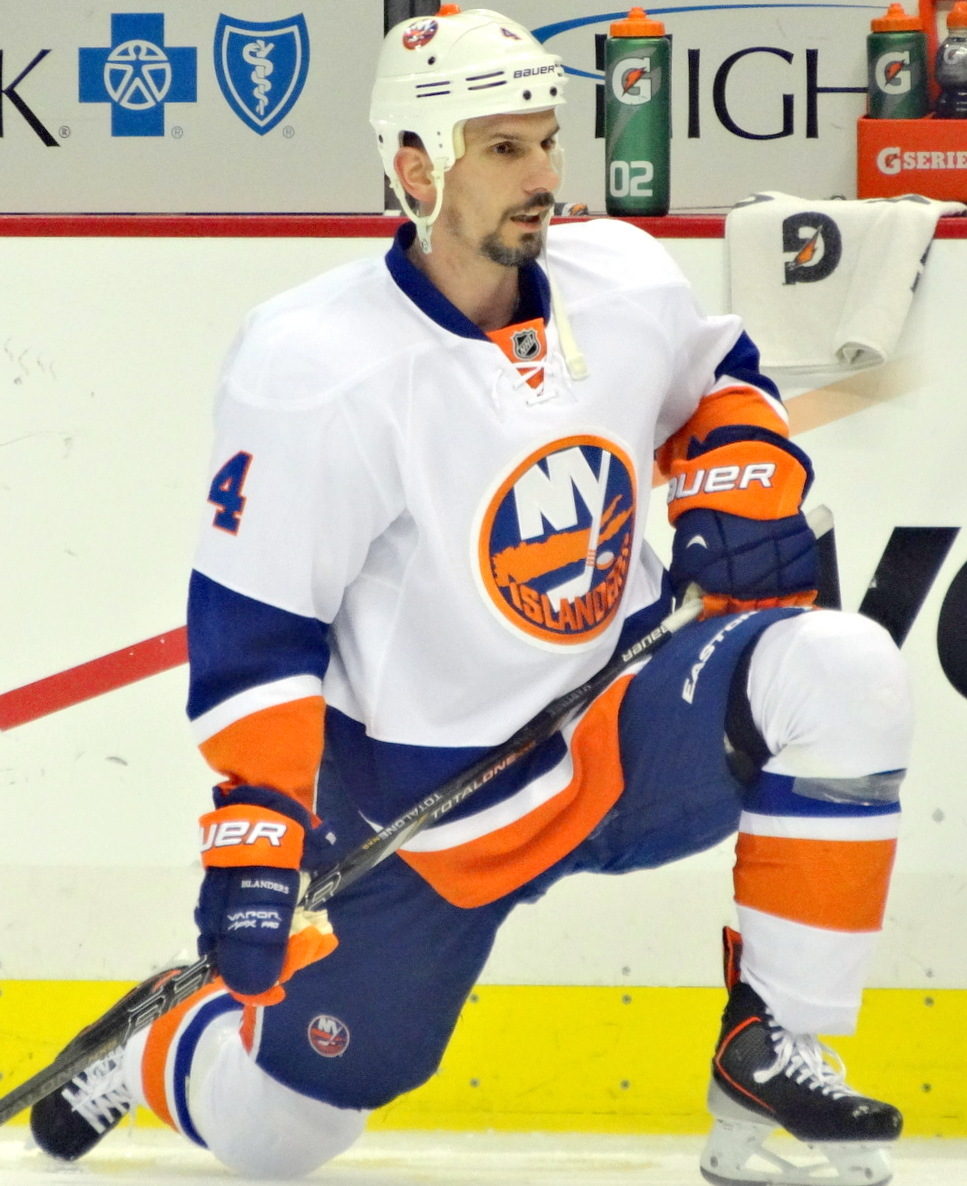
Radek Martínek (* 1976)

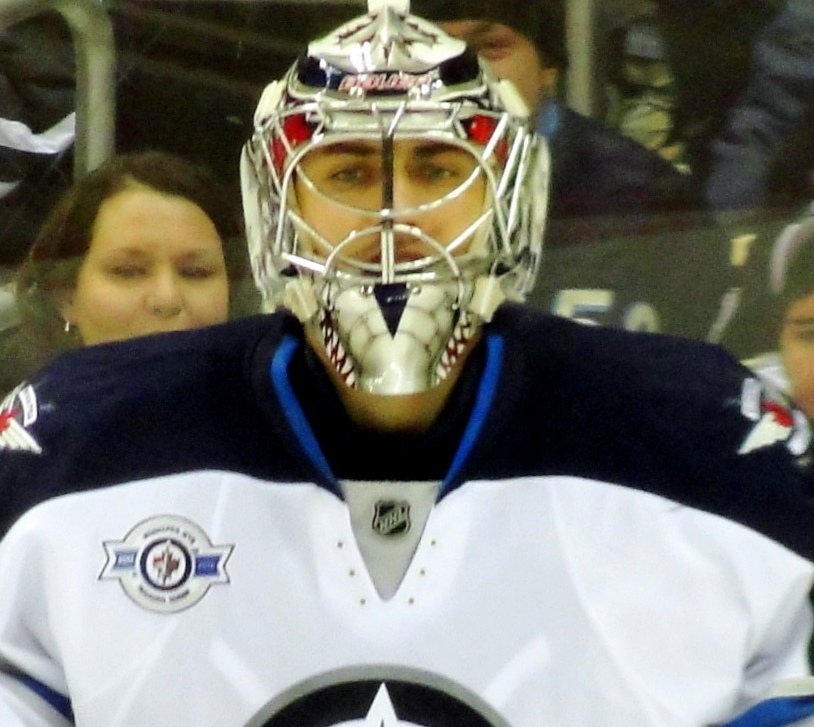
Ondřej Pavelec (* 1987)

- 1546 – Daniel Adam z Veleslavína, spisovatel a vydavatel († 18. říjen 1599)
- 1677 – František Václav z Trauttmansdorffu, šlechtic († 23. března 1753)
- 1755 – Johann Ignaz Walter, německý tenorista a hudební skladatel narozený v Čechách († 22. února 1822)
- 1810 – František Doucha, spisovatel († 11. listopadu 1884)
- 1821
  - Gustav Vacek, akademický malíř († 1. října 1894)
  - Václav Hugo Zavrtal, skladatel, vojenský kapelník a klarinetista († 8. září 1899)
- 1848 – Emil Weyr, matematik († 25. ledna 1894)
- 1849 – Josef Hyrš, politik († 3. května 1921)
- 1855
  - Jindřich Vančura, pedagog historik a překladatel († 2. ledna 1936)
  - Eduard Bartoníček, hudební skladatel († 7. května 1915)
- 1867 – Karel Novák, rektor Českého vysokého učení technického († 11. listopadu 1941)
- 1881 – Karel Trapl, čs. ministr financí († 7. dubna 1940)
- 1882 – Josef Fiala, malíř († 11. srpna 1963)
- 1886 – Jan Heřman, klavírista († 30. září 1946)
- 1888 – Otto Reichner, slezský architekt († 31. července 1961)
- 1889 – František Melichar, československý legionář a prvorepublikový generál († 23. června 1975)
- 1902 – Prokop Hugo Toman, právník, kritik a operní pěvec († 20. června 1981)
- 1909 – Josef Košťálek, fotbalista († 21. listopadu 1971)
- 1913 – Rudolf Margolius, oběť procesu se Slánským († 3. prosince 1952)
- 1923 – Martin Černohorský, fyzik († 9. února 2024)
- 1924 – Antonín Kratochvil, literární badatel, publicista a exilový aktivista († 11. prosince 2004)
- 1925 – Vratislav Blažek, dramatik († 28. dubna 1973)
- 1930 – Josef Koutecký, lékař, zakladatel dětské onkologie v Československu († 5. července 2019)
- 1931 – Václav Veber, historik († 24. května 2016)
- 1932 – Ivo Možný, sociolog († 10. září 2016)
- 1934
  - Ludmila Polesná, vodní slalomářka († 9. prosince 1988)
  - Ladislav Kozák, akademický sochař a medailér († 22. července 2007)
- 1939 – Jiří Lundák, veslař, bronzový olympionik
- 1953 – Jan Lata, lékař, rektor Ostravské univerzity v Ostravě
- 1954 – Zdeněk Barták, skladatel
- 1956 – Jiří Kocian, historik
- 1958 – Radan Wagner, malíř, historik umění, kurátor
- 1959 – Jaromír Honzák, jazzový kontrabasista
- 1960 – Jiří Štourač, malíř
- 1965 – Jan Apolenář, herec
- 1971
  - Michal Hrůza, zpěvák, kytarista, skladatel, textař
  - Tereza Maxová, modelka
- 1975 – Vendula Krejčová, moderátorka
- 1976 – Radek Martínek, hokejista
- 1984 – Ondřej Knotek, europoslanec
- 1987 – Ondřej Pavelec, hokejový brankář
- 1992 – Ondřej Rychlý, herec
- 1995 – Vojtěch Drahokoupil, zpěvák

### Svět

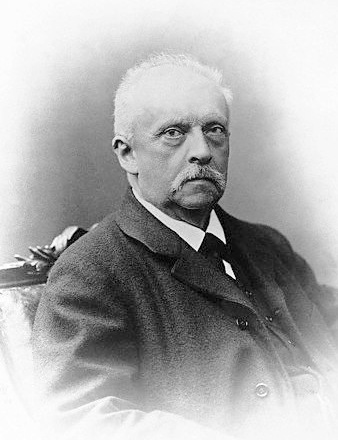
Hermann von Helmholtz (* 1821)

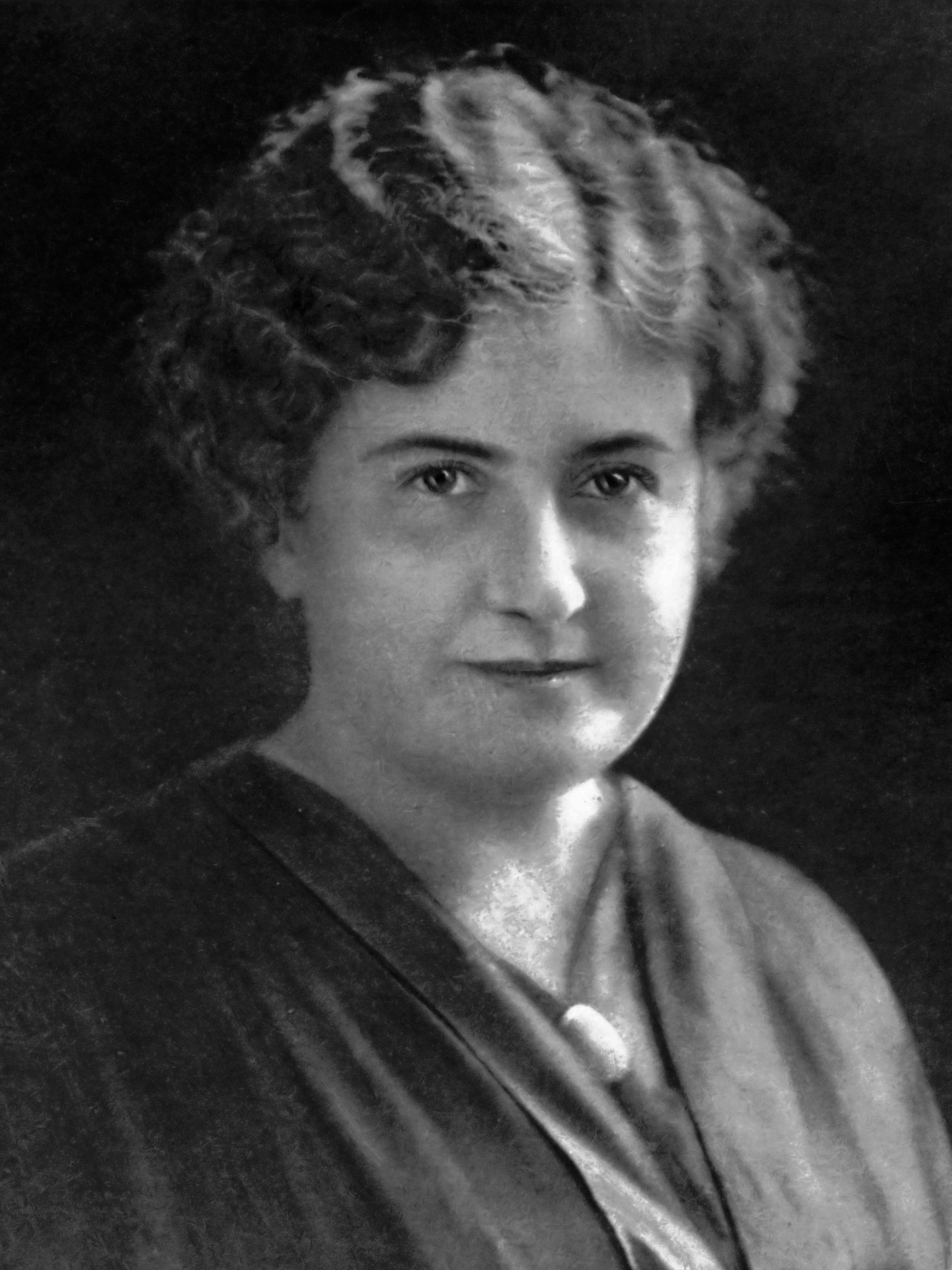
Maria Montessori (* 1870)

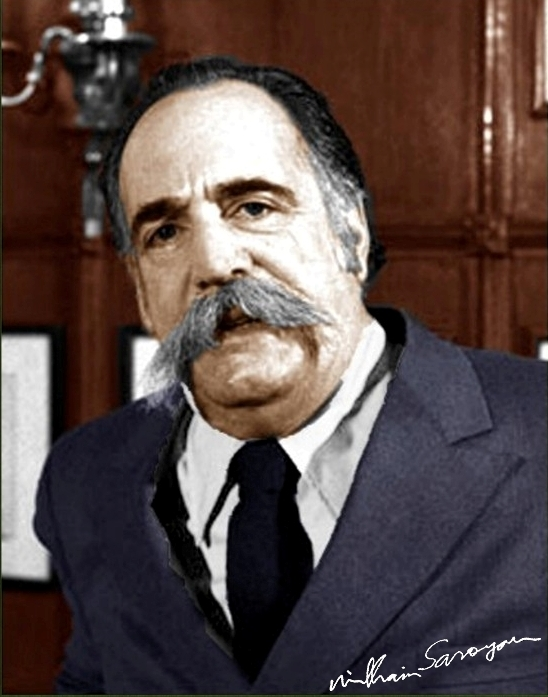
William Saroyan (* 1908)

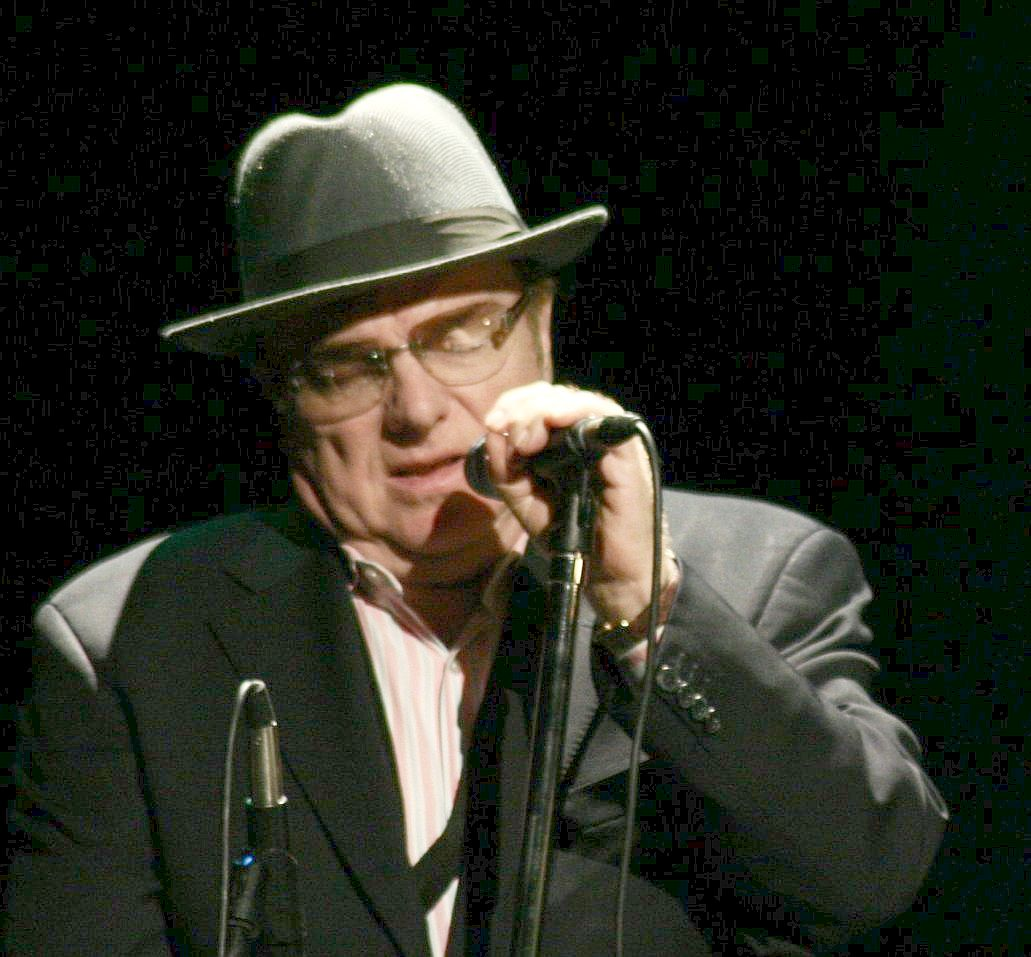
Van Morrison (* 1945)

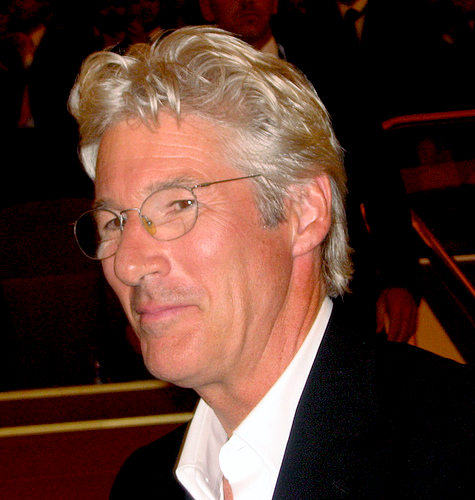
Richard Gere (* 1949)

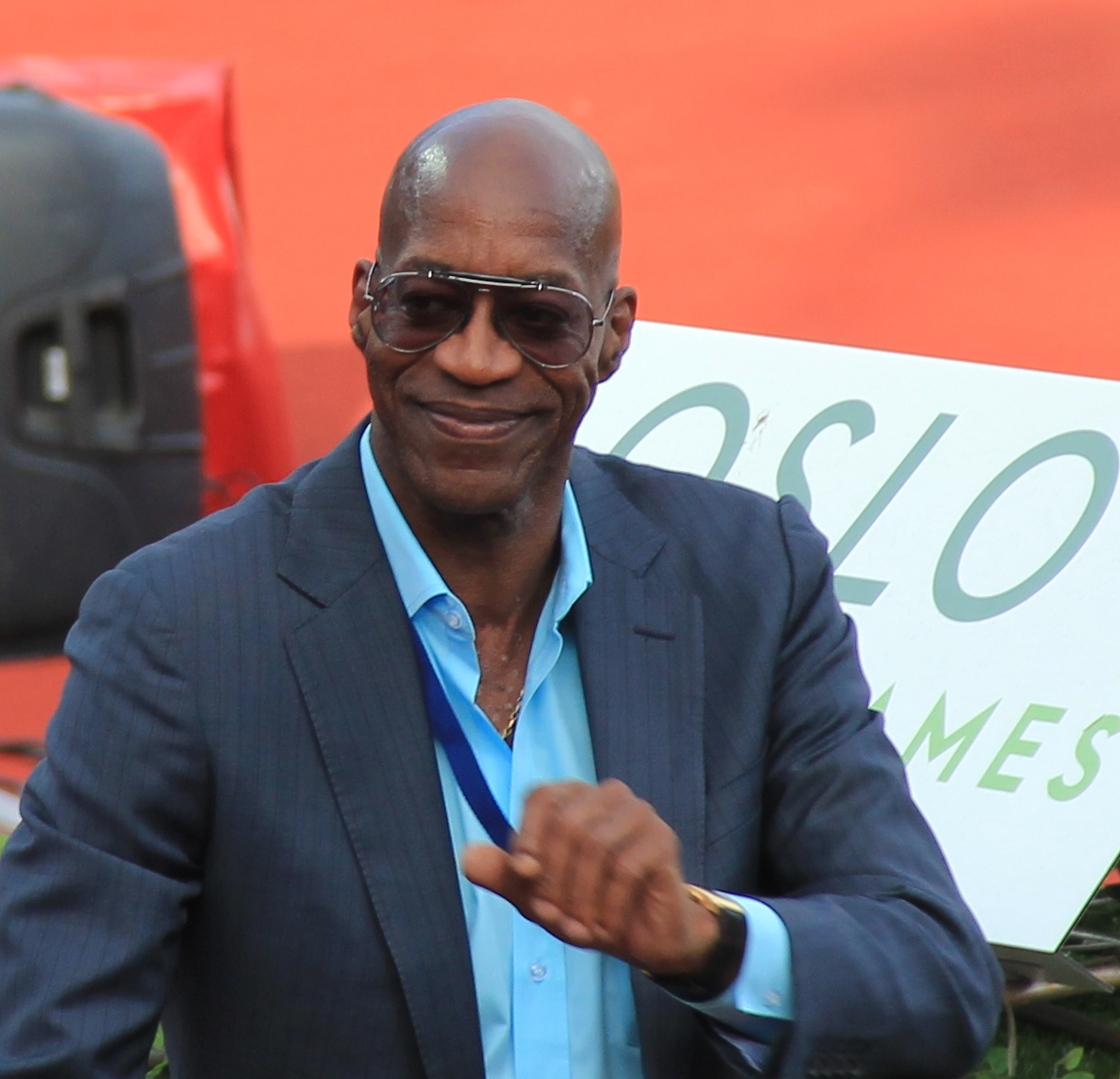
Edwin Moses (* 1955)

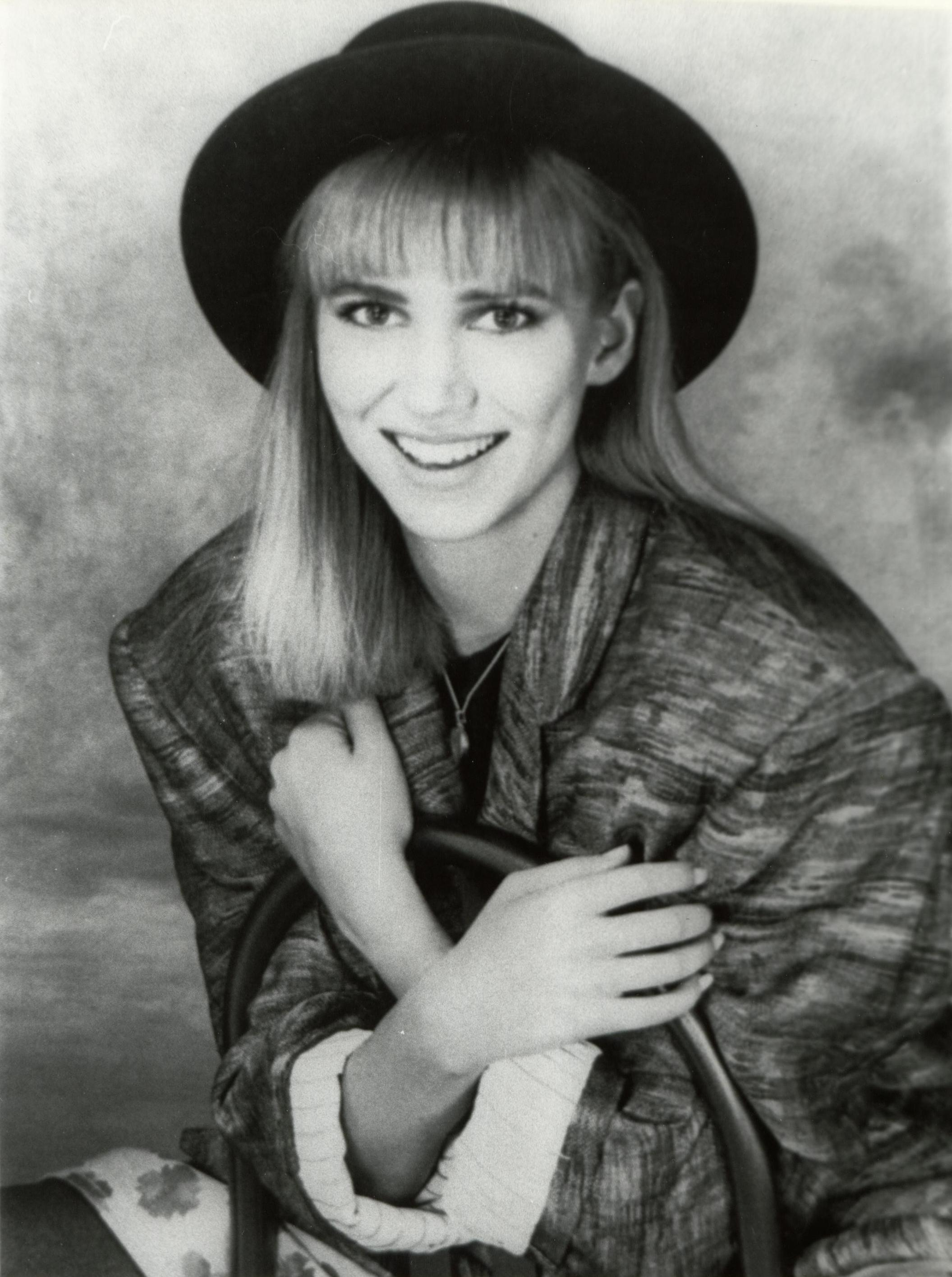
Debbie Gibson (* 1970)

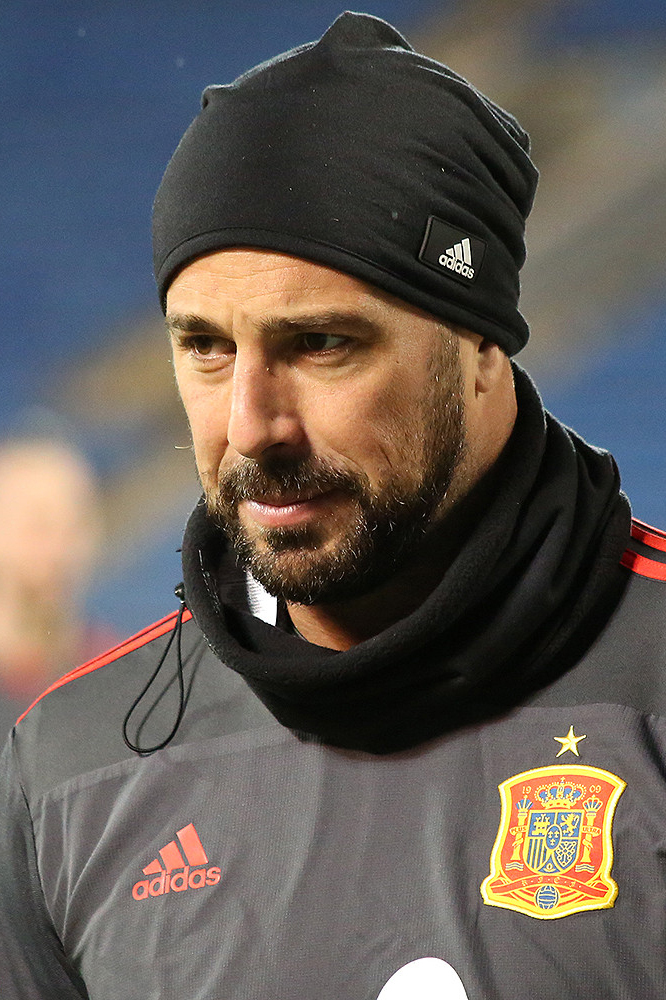
Pepe Reina (* 1982)

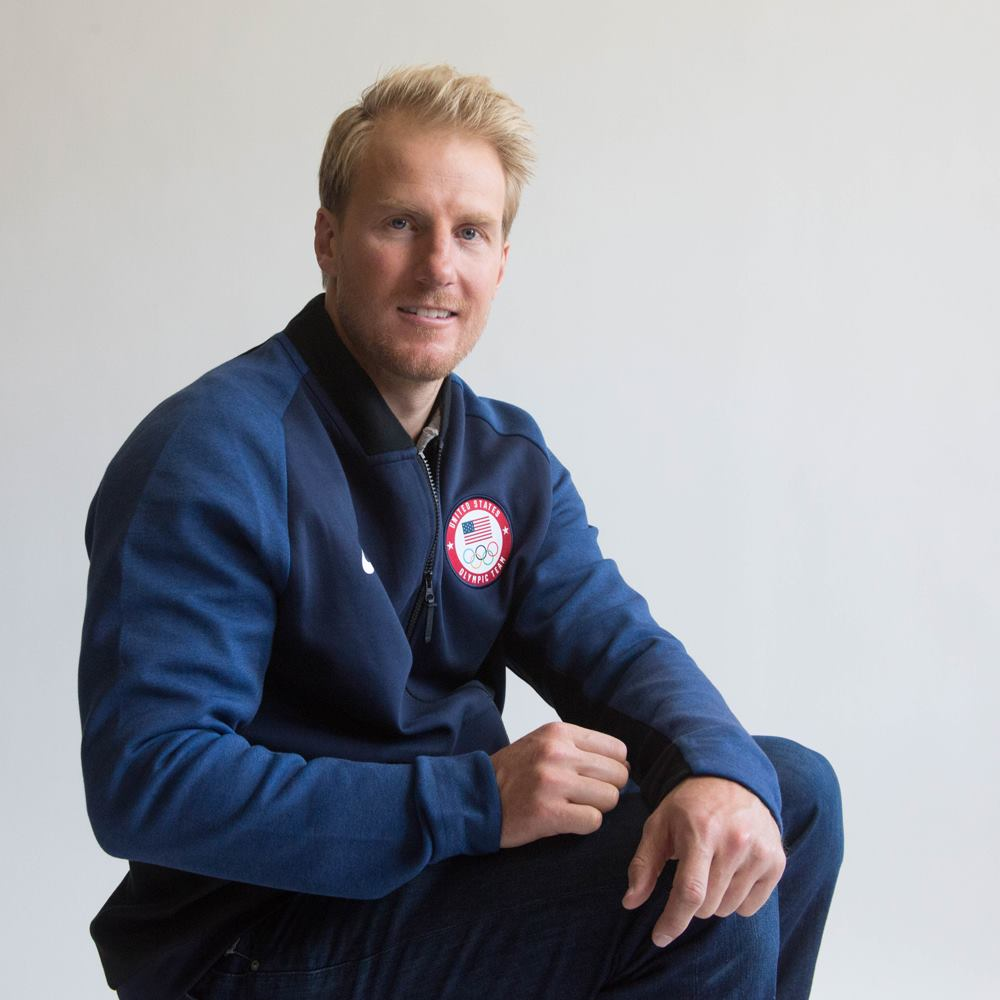
Ted Ligety (* 1984)

- 0012 – Caligula, římský císař († 24. ledna 41)
- 0161 – Commodus, římský císař († 31. prosince 192)
- 1602 – Amálie zu Solms-Braunfels, manželka nizozemského místodržitele Frederika Hendrika Oranžského († 8. září 1675)
- 1634 – Paul Amman, německý lékař a botanik († 4. února 1691)
- 1688 – John Bunyan, anglický křesťanský spisovatel a baptistický kazatel (* 28. listopadu 1628)
- 1705 – Žofie Karolína Braniborsko-Kulmbašská, kněžna Východního Fríska († 7. června 1764)
- 1749 – Alexandr Nikolajevič Radiščev, ruský spisovatel, filosof a revolucionář († 24. září 1802)
- 1759 – Joseph Armand von Nordmann, rakouský podmaršálek († 6. července 1809)
- 1760 – Aristide Aubert Dupetit-Thouars, francouzský mořeplavec a národní hrdina († 1. srpna 1798)
- 1767 – Josef Wallis, rakouský státník a úředník († 18. listopadu 1818)
- 1779 – Antonín Viktor Habsbursko-Lotrinský, velmistr řádu německých rytířů († 2. dubna 1835)
- 1786 – Michel Eugène Chevreul, francouzský chemik a fyzik († 9. dubna 1889)
- 1815 – Heinrich Ernst Beyrich, německý geolog a paleontolog († 9. července 1896)
- 1820 – Carl Frederik Nyman, švédský botanik († 26. dubna 1893)
- 1821 – Hermann von Helmholtz, německý fyziolog, lékař, matematik, fyzik, meteorolog a filozof († 8. září 1894)
- 1834 – Amilcare Ponchielli, italský operní skladatel († 17. ledna 1886)
- 1837 – Édouard Jean-Marie Stephan, francouzský astronom († 31. prosince 1923)
- 1852 – Gaetano Previati, italský malíř († 21. června 1920)
- 1863 – Sergej Prokudin-Gorskij, ruský fotograf († 27. září 1944)
- 1870 – Maria Montessori, italská pedagožka a filozofka († 6. května 1952)
- 1871
  - George Eyser, americký gymnasta, olympijský vítěz († 6. března 1919)
  - Arnošt II. Sasko-Altenburský, poslední vévoda Sasko-altenburského vévodství († 22. března 1955)
- 1874
  - Vjačeslav Menžinskij, sovětský politik († 10. května 1934)
  - Edward Thorndike, americký psycholog († 9. srpna 1949)
- 1877 – Stanisław Rospond, polský biskup († 4. února 1958)
- 1878 – Frank Jarvis, americký sprinter, olympijský vítěz († 2. června 1933)
- 1879
  - Alma Mahlerová, rakouská autorka memoárové literatury († 11. prosince 1964)
  - Taišó, 123. japonský císař († 25. prosince 1926)
- 1880
  - Heinrich Tietze, rakouský matematik († 17. února 1964)
  - Vilemína Nizozemská, nizozemská královna († 28. listopadu 1962)
- 1881 – Antoni Szylling, polský generál za druhé světové války († 7. června 1971)
- 1895 – Kójó Okada, japonský fotograf († 22. listopadu 1972)
- 1897 – Fredric March, americký herec († 14. dubna 1975)
- 1900 – Gino Lucetti, italský anarchista († 17. září 1943)
- 1903 – Vladimir Jankélévitch, francouzský filosof a muzikolog († 6. června 1985)
- 1905
  - Bo Giertz, švédský luterský biskup, teolog a spisovatel († 12. července 1998)
  - Sanford Meisner, americký herec († 2. února 1997)
- 1906 – Raymond Sommer, francouzský pilot Formule 1 († 10. září 1950)
- 1908
  - Kazimír Bezek, slovenský básník, dramatik a politik († 14. prosince 1952)
  - William Saroyan, americký spisovatel arménského původu († 18. května 1981)
- 1909 – Ladislav Hecht, československý tenista († květen 2004)
- 1913
  - Helen Levitt, americká fotografka († 29. března 2009)
  - Bernard Lovell, britský fyzik a radioastronom († 6. srpna 2012)
- 1918 – Alan Jay Lerner, americký skladatel a libretista († 14. června 1986)
- 1921
  - Warren Miller, americký spisovatel († 20. dubna 1966)
  - Raymond Williams, britský literární teoretik a spisovatel († 26. ledna 1988)
- 1927 – Anthony Bate, britský herec († 19. června 2012)
- 1928
  - James Coburn, americký herec († 18. listopadu 2002)
  - Jaime Sin, filipínský kardinál († 21. června 2005)
- 1931 – Jean Béliveau, kanadský lední hokejista († 2. prosince 2014)
- 1937
  - Bobby Parker, americký kytarista a zpěvák († 31. října 2013)
  - Gunter Hampel, německý jazzový hudebník
- 1939
  - Paul Winter, americký saxofonista
  - Cleveland Eaton, americký jazzový hudebník († 5. července 2020)
- 1940 – Wilton Felder, americký saxofonista a baskytarista († 27. září 2015)
- 1941 – Knut Faldbakken, norský spisovatel a novinář
- 1942 – George Kuchar, americký režisér a herec († 6. září 2011)
- 1944
  - Stephanie Coontz, americká spisovatelka a historička
  - Roger Dean, anglický umělec
  - Dietmar Huhn, německý herec
- 1945
  - Jicchak Perlman, izraelsko-americký houslista, dirigent, pedagog
  - Van Morrison, irský hudebník
  - Leonid Popov, sovětský vojenský letec a kosmonaut
- 1948 – Rudolf Schenker, německý hudebník (Scorpions)
- 1949
  - Richard Gere, americký herec a hudebník
  - Hugh David Politzer, americký teoretický fyzik, Nobelova cena za fyziku 2004
- 1952 – Kim Kashkashian, americká violistka arménského původu
- 1953 – Pavel Vinogradov, ruský kosmonaut
- 1954 – Robert Kočarjan, arménský politik
- 1955 – Edwin Moses, americký dvojnásobný olympijský vítěz v běhu na 400 m překážek
- 1958 – Ivan Mjartan, slovenský politik a diplomat († 9. dubna 2018)
- 1957 – Glenn Tilbrook, britský zpěvák a kytarista
- 1958 – Serge Blanco, francouzský ragbista
- 1963 – Reb Beach, americký hudebník (Whitesnake)
- 1966 – Daniela Magálová, slovenská zpěvačka (Moravanka Jana Slabáka)
- 1970 – Debbie Gibson, americká herečka
- 1972 – Miroslav Hlinka, slovenský lední hokejista († 14. září 2014)
- 1973 – Scott Niedermayer, kanadský lední hokejista
- 1975
  - Marcel Merčiak, slovenský sportovní komentátor a novinář
  - Sara Ramírez, mexicko-americká herečka a zpěvačka, držitelka Ceny Tony
- 1982 – Pepe Reina, španělský fotbalový brankář
- 1984
  - Ryan Kesler, americký lední hokejista
  - Ted Ligety, americký alpský lyžař
- 1999
  - Lukas Goetz, švýcarský horolezec
  - Sina Goetz, švýcarská horolezkyně

## Úmrtí
Viz též Kategorie:Úmrtí 31. srpna — automatický abecedně řazený seznam.

### Česko

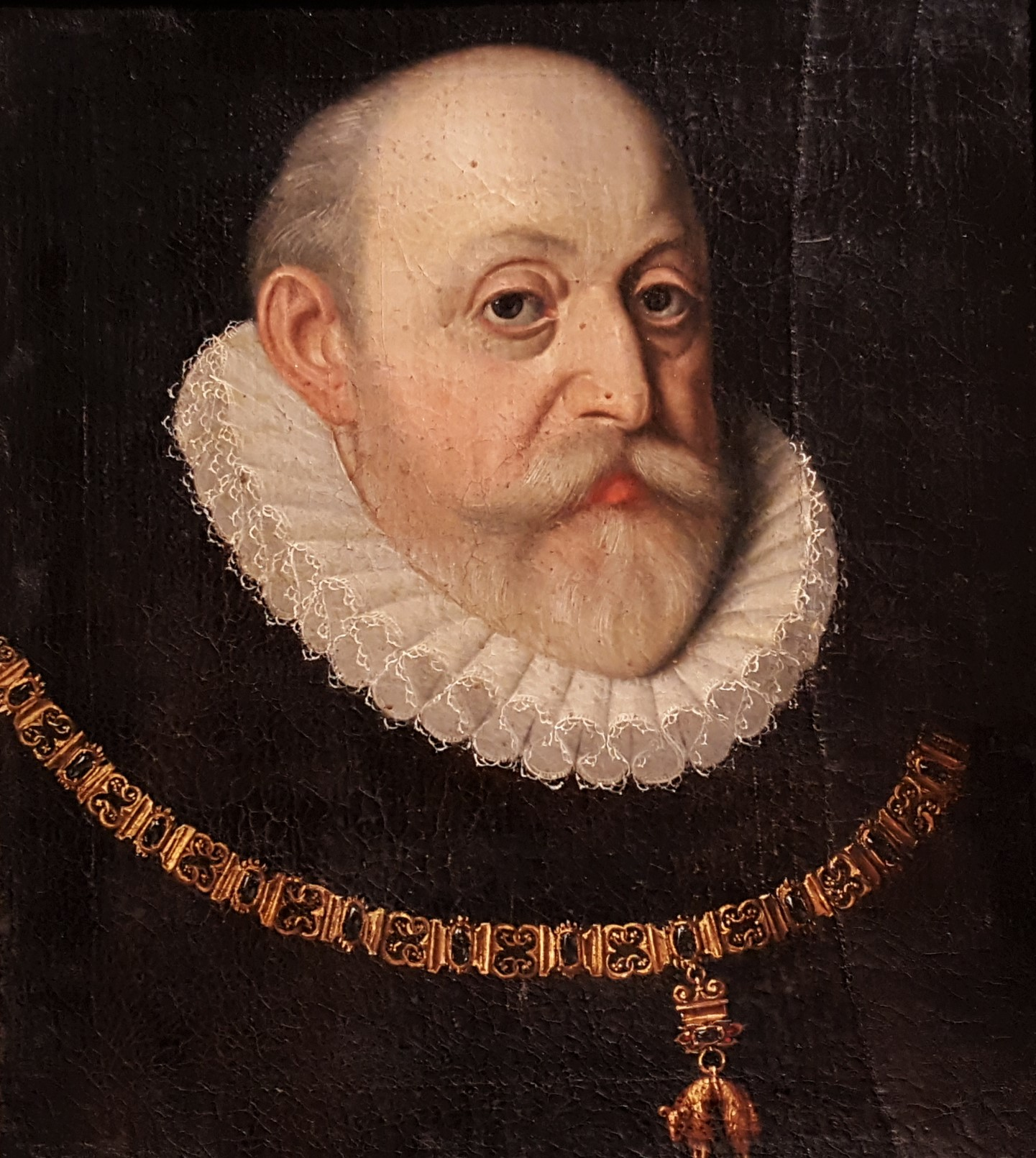
Vilém z Rožmberka († 1592)

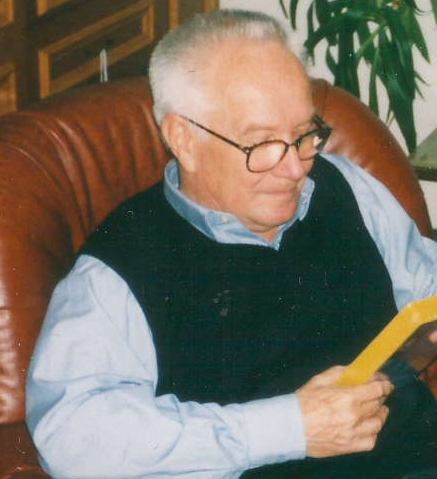
Jaroslav Dudek († 2000)

- 1592 – Vilém z Rožmberka, aristokrat a nejvyšší purkrabí českého království (* 10. března 1535)
- 1802 – Václav Fortunát Durych, kněz a filolog (* 28. září 1735)
- 1836 – Vincenc Zahradník, kněz a spisovatel (* 29. prosince 1790)
- 1897 – Klement Borový, katolický teolog (* 12. ledna 1838)
- 1899 – Emanuel von Merta, velící generál v Josefově (* 3. listopadu 1836)
- 1914 – Josef Rosipal, architekt a designér (* 18. května 1884)
- 1915 – Karl Ungermann, politik (* 18. listopadu 1852)
- 1916 – Jan Sedláček, architekt a spisovatel (* 9. února 1848)
- 1936 – Josef Foltynovský, teolog, kanovník olomoucké kapituly (* 9. března 1880)
- 1937 – Alois Horák, československý politik (* 28. března 1865)
- 1963 – Otakar Quadrat, profesor a rektor Českého vysokého učení technického v Praze (* 2. září 1886)
- 1966 – Jaroslav Jirkovský, hokejista, čtyřnásobný mistr Evropy (* 15. října 1891)
- 1967 – Mária Sýkorová, herečka (* 22. dubna 1888)
- 1969 – Luisa Landová-Štychová, novinářka, popularizátorka vědy, feministka a politička (* 31. ledna 1885)
- 1971 – František Vladimír Foit, sochař, etnograf a cestovatel (* 20. listopadu 1900)
- 1974 – Leopold Peřich, historik a archivář (* 14. listopadu 1901)
- 1975 – Josef Vaverka, profesor železničního stavitelství, rektor Vysokého učení technického v Brně (* 5. prosince 1893)
- 1983 – Vojtěch Vanický, architekt (* 15. listopadu 1898)
- 1986 – Čestmír Řanda, herec (* 5. prosince 1923)
- 1998 – Věra Vovsová, malířka (* 11. srpna 1912)
- 2000 – Jaroslav Dudek, divadelní a televizní režisér (* 17. ledna 1932)
- 2003 – Pavel Tigrid, spisovatel, publicista, ministr kultury České republiky (* 27. října 1917)
- 2004 – Jiří Maria Veselý, kněz, politický vězeň a archeolog (* 15. listopadu 1908)
- 2010 – Vladimír Terš, malíř (* 6. května 1920)
- 2014
  - Leon Juřica, hudební skladatel a pedagog (* 2. května 1935)
  - Josef Hrnčíř, dirigent a muzikolog (* 2. dubna 1921)
- 2015 – Alexander Tolčinský, novinář (* 2. srpna 1969)
- 2022 – Ivar Otruba, krajinářský architekt (* 18. srpna 1933)

### Svět

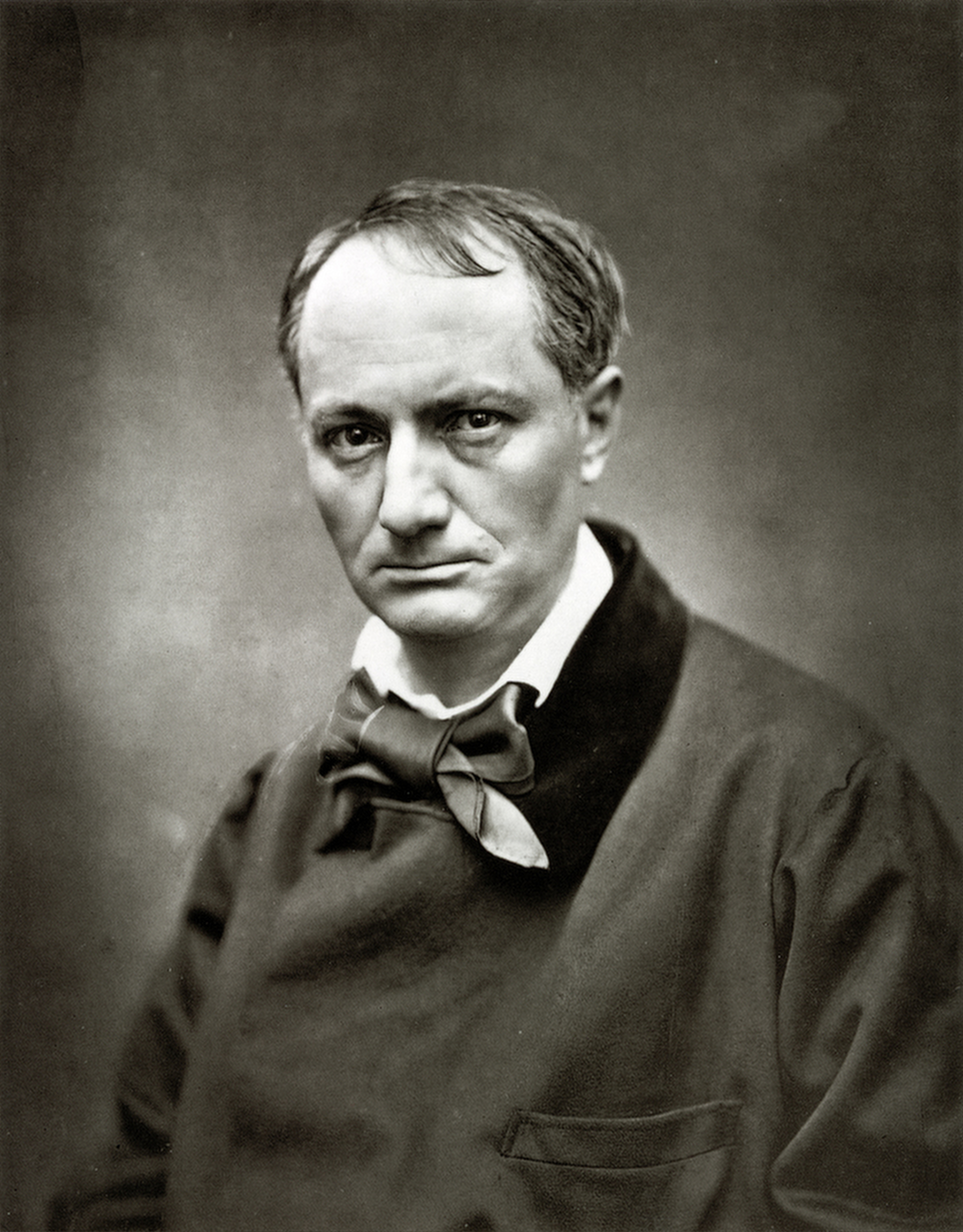
Charles Baudelaire († 1867)

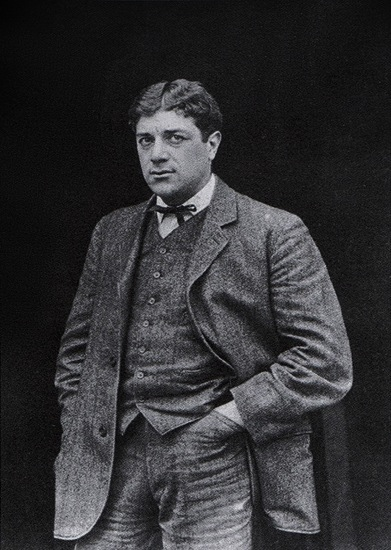
Georges Braque († 1963)

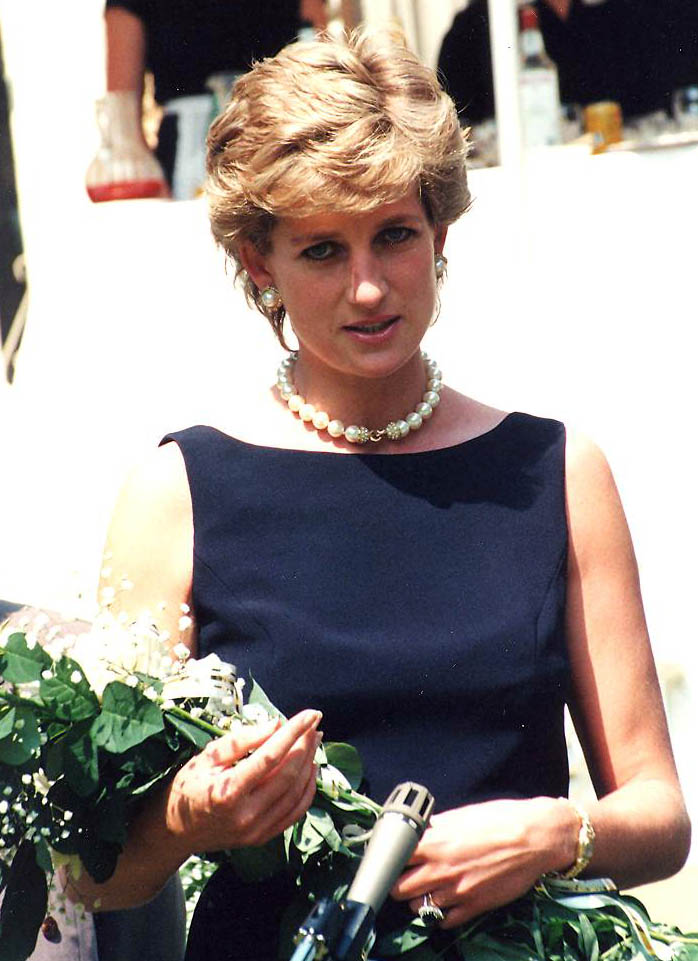
Princezna Diana († 1997)

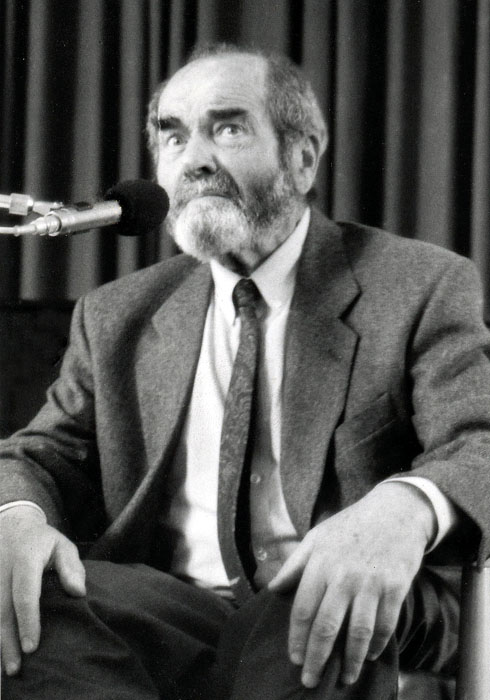
Pavel Tigrid († 2003)

- 1056 – Theodora III., byzantská císařovna-panovnice (* 981)
- 1158 – Sancho III. Kastilský, král kastilský (* 1134)
- 1234 – Go-Horikawa, 86. japonský císař (* 22. březen 1212)
- 1422 – Jindřich V. Plantagenet, anglický král (* 1386 nebo 1387)
- 1528 – Matthias Grünewald, německý malíř (* cca 1470)
- 1568 – Humphrey Llwyd, velšský kartograf, historik a politik (* ? 1527)
- 1589 – Jurij Dalmatin, slovinský teolog a spisovatel (* cca 1547)
- 1678 – Ludvík VII. Hesensko-Darmstadtský, německý šlechtic (* 22. června 1658)
- 1693 – Laurent Cassegrain, katolický kněz, fyzik a vynálezce (* 1629)
- 1709 – Andrea Pozzo, italský barokní malíř (* 30. listopadu 1642)
- 1724 – Ludvík I. Španělský, španělský král z rodu Bourbonů (* 25. srpna 1707)
- 1761 – Momozono, japonský císař (* 14. dubna 1741)
- 1795 – François-André Danican Philidor, francouzský šachista, hudebník a skladatel ( 7. září 1726)
- 1801 – Nicola Sala, italský hudební skladatel a pedagog (* 7. dubna 1713)
- 1811 – Louis Antoine de Bougainville, francouzský důstojník a mořeplavec (* 11. listopadu 1729)
- 1814 – Arthur Phillip, britský admirál, zakladatel Sydney (* 11. října 1738)
- 1864
  - Ferdinand Lassalle, německý socialistický politik (* 11. dubna 1825)
  - Barthélemy Prosper Enfantin, francouzský inženýr, ekonom (* 8. února 1796)
- 1867 – Charles Baudelaire, francouzský básník (* 9. dubna 1821)
- 1902 – Imre Steindl, maďarský architekt (* 29. října 1839)
- 1915 – Adolphe Pégoud, francouzský stíhací pilot (* 13. června 1889)
- 1917 – Ferdinand Georg Frobenius, německý matematik (* 26. října 1849)
- 1920
  - Louis Ducos du Hauron, francouzský fotograf (* 8. prosince 1837)
  - Wilhelm Wundt, německý lékař, fyziolog a psycholog (* 16. srpna 1832)
- 1927 – Andranik Ozanian, arménský generál, národní hrdina (* 25. února 1865)
- 1931 – Sergej Borisov, ruský fotograf (* 15. října 1867)
- 1933 – Štefan Ambrózy-Migazzi, uherský dendrolog (* 5. března 1869)
- 1935 – Herman Bernstein, americký novinář, spisovatel a politik (* 21. září 1876)
- 1941
  - Veselin Misita, důstojník jugoslávské armády (* 19. března 1904)
  - Marina Cvětajevová, ruská spisovatelka a básnířka (* 1892)
- 1943 – Josef Jan Kratochvíl, český odbojář (* 11. května 1906)
- 1945 – Stefan Banach, polský matematik (* 30. března 1892)
- 1948 – Andrej Ždanov, sovětský komunistický politik a ideolog (* 26. února 1896)
- 1954 – Carl Isidor Cori, rakouský zoolog a rektor pražské Německé univerzity (* 24. února 1865)
- 1955 – Willi Baumeister, německý malíř, scénický výtvarník (* 22. ledna 1889)
- 1963 – Georges Braque, francouzský malíř, jeden ze zakladatelů kubismu (* 13. května 1882)
- 1967 – Ilja Grigorjevič Erenburg, ruský spisovatel (* 27. ledna 1891)
- 1969 – Rocky Marciano, americký boxer (* 1. září 1923)
- 1973 – John Ford, americký filmový režisér (* 1. února 1894)
- 1977 – Sid Atkinson, jihoafrický olympijský vítěz v běhu na 110 metrů překážek z roku 1928 (* 24. března 1901)
- 1986
  - Urho Kaleva Kekkonen, prezident Finské republiky (* 3. září 1900)
  - Henry Moore, anglický sochař (* 30. července 1898)
- 1993 – Siegfried Schürenberg, německý filmový herec (* 12. ledna 1923)
- 1997 – Princezna Diana, britská princezna z Walesu, bývalá manželka prince Charlese (* 1. července 1961)
- 2001 – Poul Anderson, americký spisovatel science fiction (* 25. listopadu 1926)
- 2002
  - Martin Kamen, americký chemik (* 27. srpna 1913)
  - Lionel Hampton, americký jazzový vibrafonista (* 20. dubna 1908)
  - George Porter, anglický chemik, Nobelova cena za chemii (* 6. prosince 1920)
- 2004 – Carl Wayne, britský zpěvák a herec (* 18. srpna 1943)
- 2005 – Józef Rotblat, britský fyzik, Nobelova cena za mír (* 4. listopadu 1908)
- 2009 – Barry Flanagan, velšský sochař (* 11. ledna 1941)
- 2011
  - Valerij Rožděstvenskij, sovětský kosmonaut ruské národnosti (* 13. února 1939)
  - André-Marcel Adamek, belgický spisovatel píšící francouzsky (* 3. května 1946)
- 2012
  - Sergej Leonidovič Sokolov, maršál Sovětského svazu a ministr obrany (* 1. července 1911)
  - Carlo Maria kardinál Martini, italský kardinál, milánský arcibiskup (* 15. února 1927)
- 2013 – Viera Strnisková, slovenská herečka (* 30. října 1929)
- 2015 – Wes Craven, americký režisér, tvůrce hororových sérií Noční můra v Elm Street a Vřískot (* 23. srpna 1939)
- 2018 – Alexandr Zacharčenko, prezident Doněcké lidové republiky (* 26. června 1976)
- 2019
  - Immanuel Wallerstein, americký sociolog, historik a ekonom (* 28. září 1930)
  - Anthoine Hubert, pilot F2, šampion GP3 (* 22. září 1996)
- 2021 – Francesco Morini, italský fotbalista (* 12. srpna 1944)
- 2023 – Jan Jongbloed, nizozemský fotbalista (* 25. listopadu 1940)

## Svátky

### Česko
- Pavlína
- Aristid
- Bela
- Miloň
- Raimund, Ramona, Ramon

### Svět
- Trinidad a Tobago: Den nezávislosti
- Malajsie: Den nezávislosti na Británii
- Hongkong: Den osvobození (je-li pondělí)
- Afghánistán: Pashtunistan
- Mezinárodní den lidí afrického původu
- Mezinárodní den povědomí o předávkování

| 31. srpen v pražském KlementinuÚdaje jsou platné k 11. 3. 2025. | 31. srpen v pražském KlementinuÚdaje jsou platné k 11. 3. 2025. | 31. srpen v pražském KlementinuÚdaje jsou platné k 11. 3. 2025. |
| minimum                                                         | denní průměr                                                    | maximum                                                         |
| --------------------------------------------------------------- | --------------------------------------------------------------- | --------------------------------------------------------------- |
| 7,0 °C (1856)                                                   | 17,3 °C (od 1961)                                               | 33,8 °C (2015)                                                  |